# إيثوبعل الأول
إيثوبعل الأول هو ملك صور الذي عاش في القرن التاسع قبل الميلاد، والذي ورد ذكره في الكتاب المقدس العبري في قصة إيزابل زوجة آخاب ملك إسرائيل، كما ورد ذكره في كتابات المؤرخ اليهودي يوسيفوس فلافيوس ضمن قائمة ملوك صور التي جمعها من نصوص المؤرخ الفينيقي ميناندر الذي ولد وعاش في إفسس في القرن الثاني قبل الميلاد.
تمدّدت مملكة صور على يد إيثوبعل الأول الذي جعل كل أراضي فينيقيا تحت سيطرته شمالًا حتى بيروت، وقد ضم إليها صيدا، وجزءًا من جزيرة قبرص، وأنشأ مُستعمرات جديدة خاضعة لسيطرته في مدينة البترون الواقعة بالقرب من جبيل، وفي مدينة أوزا في ليبيا.

## لمحة تاريخية
يُعتبر المؤرخ اليهودي يوسيفوس فلافيوس وكتابه ضد أبيون i.18، الذي استشهد فيه بكتابات المؤرخ الفينيقي ميناندر الإفسسي هو المصدر الأولي للمعلومات المتوفّرة لنا حاليًا عن الملك إيثوبعل الأول.
تقول هذه الكتابات أن الملك السابق فيليس قُتل على يد إيتوبالوس كاهن عشتروت، الذي تولى الحكم لمدة اثنتين وثلاثين سنة، وعاش ثمانٍ وستين سنة، وخلفه بعد موته ابنه باديزورس الذي عُرف أيضًا باسم بعل إيسر الثاني.
يرى بعض المؤرخين مثل فرانك مور كروس وعلماء آخرين أن عام 825 قبل الميلاد كان هو العام الذي شهد هروب ديدو من أخيها بيجماليون، لكي تؤسس بعد ذلك مدينة قرطاج في عام 814 قبل الميلاد.
أقام الملك إثوبعل الأول علاقات دبلوماسية وطيدة مع الملك آخاب ملك إسرائيل، حتى أنّ ابنته إيزابل (874 – 853 قبل الميلاد)، تزوجت من أخاب، فأصبح النفوذ الفينيقي في السامرة والمدن الإسرائيلية الأخرى واسع النطاق. كما قام إيثوبعل الأول بتوحيد مملكتي صور وصيدا في مملكة واحدة فأصبح إتوبعل الأول يُعرف أيضًا بملك الصيدونيين.
وفقًا لكتابات ميناندر، فإن إيثوبعل كان كاهنًا لعشتروت قبل أن يصبح ملكًا، ويوضح هذا سبب حماسة ابنته إيزابل في الترويج للآلهة الفينيقية، مما أدى إلى نشوب العديد من الصراعات بين إيليا وقوات إيزابل التي وصفت في سفرالملوك الأول، ويُلقي تصريح ميناندر الإضافي الضوء على أن والدها كان قاتلًا.
لم يرد ذكر ملك صور كخصم للملك شلمنصر الثالث في معركة قرقور التي وقعت في عام 853 قبل الميلاد، ولكن بعد اثني عشر عامًا، أي في عام 841، دفع بعل إيسر الثاني، وابن إيثوبعل، الجزية للملك الآشوري. وعلى مدى عقود من الزمن، كان يعتقد أن إيثوبعل الأول كان هو المقصود في النقش الموجود على تابوت أحيروم باعتباره وريث الملك الفخري، إلا أن النسخ الأحدث من النص حددت اسم الوريث وهو بيلسيبال وليس إيثوبعل. خلق هذا جدلًا تاريخيًّا حول شخصية إيثوبعل الأول وتاريخها.